# Goepfart
Goepfart ist ein Familienname.

## Namensträger
- Franz Goepfart (1866–1926), Maler und Direktor der staatlichen Zeichenschule Weimar
- Karl Goepfart (1859–1942), deutscher Komponist und Dirigent
- Otto Goepfart (1864–1911), Organist und Stadtkantor in Weimar